# Aeropuerto Internacional Wattay

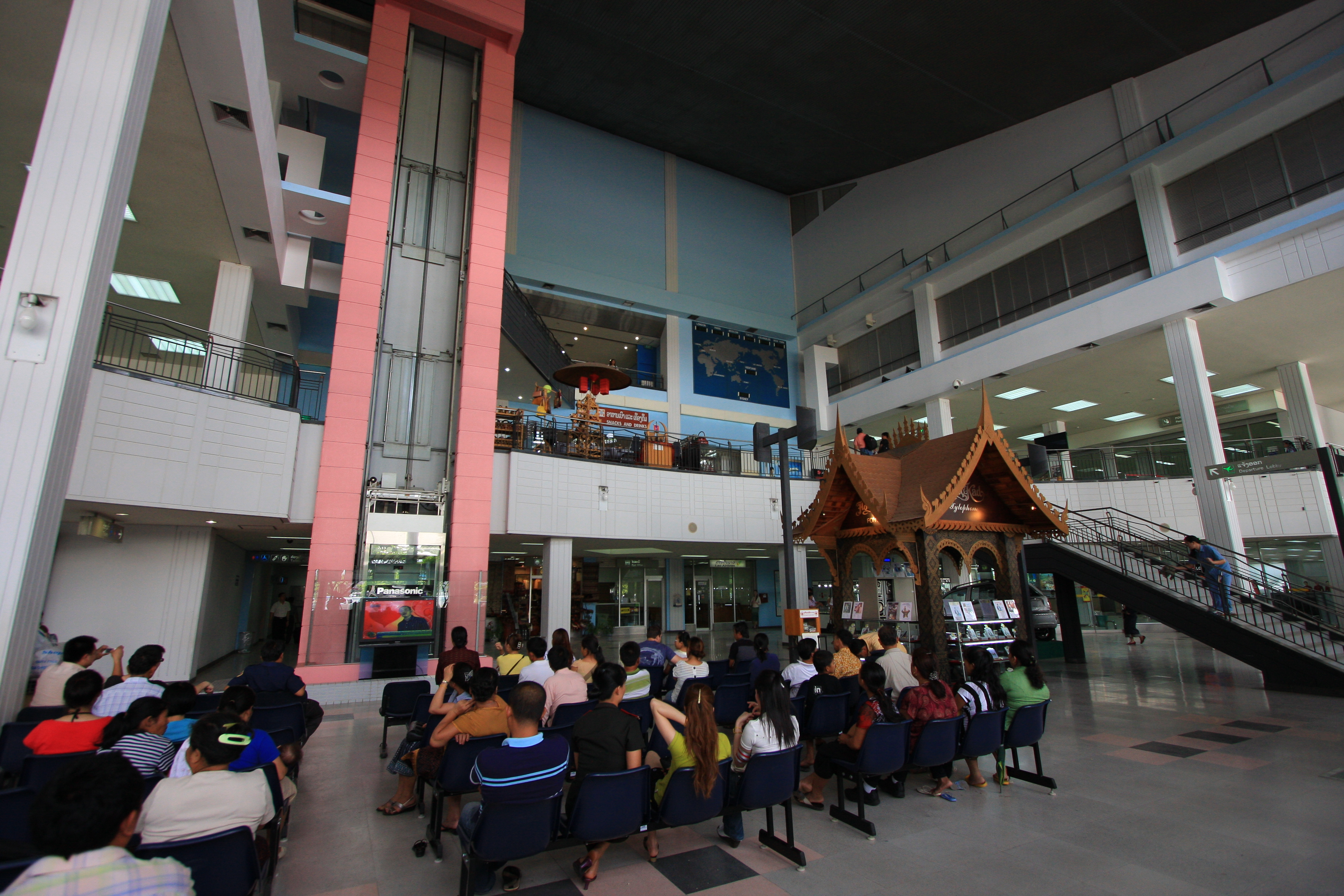
Terminal del aeropuerto de Vientián

El Aeropuerto Internacional Wattay (IATA: VTE, ICAO: VLVT) es uno de los pocos aeropuertos internacionales de Laos. Sirve a la capital Vientián y se encuentra ubicado a 3 km del centro de esta.
El aeropuerto consiste en una pequeña terminal, usada para vuelos de cabotaje, y una más grande y recientemente renovada, para vuelos internacionales. El aeropuerto es manejado y utilizado por las fuerzas militares de Laos. Lao Airlines y Lao Air tienen sus bases en el aeropuerto.

## Aerolíneas y destinos
Siete aerolíneas prestan servicio al aeropuerto, seis de ellas con vuelos internacionales:

### Destinos internacionales
| Ciudades por países | Nombre del aeropuerto                         | Aerolíneas                                           | Aeronaves | Frecuencias semanales |
| Asia                | Asia                                          | Asia                                                 | Asia      | Asia                  |
| ------------------- | --------------------------------------------- | ---------------------------------------------------- | --------- | --------------------- |
| China               |                                               |                                                      |           |                       |
| Changsha            | Aeropuerto Internacional de Changsha-Huanghua | Lao Airlines                                         |           |                       |
| Chengdú             | Aeropuerto Internacional de Chengdú-Shuangliu | Lao Airlines                                         |           |                       |
| Guangzhou           | Aeropuerto Internacional de Cantón-Baiyun     | China Southern Airlines Lao Airlines                 |           |                       |
| Hainan              | Aeropuerto Internacional de Haikou            | Hainan Airlines                                      |           |                       |
| Kunming             | Aeropuerto Internacional de Kunming-Changshui | China Eastern Airlines Lao Airlines Sichuan Airlines |           |                       |
| Nanning             | Aeropuerto Internacional de Nanning-Wuxu      | China Eastern Airlines                               |           |                       |
| Shanghái            | Aeropuerto Internacional Pudong               | Lao Airlines                                         |           |                       |
| Shenzhen            | Aeropuerto Internacional de Shenzhen-Bao'an   | Hainan Airlines                                      |           |                       |
| Zhanjiang           | Aeropuerto Internacional de Zhanjiang         | China Express Airlines                               |           |                       |
| Corea del Sur       |                                               |                                                      |           |                       |
| Busan               | Aeropuerto Internacional de Gimhae            | Air Busan                                            | A32x      |                       |
| Seúl                | Aeropuerto Internacional de Seúl-Incheon      | Jeju Air Jin Air Lao Airlines T'way Airlines         | B737      |                       |
| Malasia             |                                               |                                                      |           |                       |
| Kuala Lumpur        | Aeropuerto Internacional de Kuala Lumpur      | AirAsia                                              | A3xx      |                       |
| Singapur            |                                               |                                                      |           |                       |
| Singapur            | Aeropuerto Internacional de Singapur          | Scoot                                                |           |                       |
| Tailandia           |                                               |                                                      |           |                       |
| Bangkok             | Aeropuerto Internacional Don Mueang           | Thai AirAsia                                         | A32x      |                       |
| Bangkok             | Aeropuerto Internacional Suvarnabhumi         | Bangkok Airways Lao Airlines Thai Airways Thai Smile | A320-232  |                       |
| Vietnam             |                                               |                                                      |           |                       |
| Hanói               | Aeropuerto Internacional de Nội Bài           | Lao Airlines Vietnam Airlines                        |           |                       |

### Destinos domésticos
- Lao Airlines: Houei Sai, Luang Namtha, Luang Prabang, Oudomxay, Pakse, Xieng Khuang, Savanakhet
- Lao Air: Samneua, Phongsaly, Xayabouly

- Datos: Q221279
- Multimedia: Wattay International Airport / Q221279